# Michael Keaton
Michael John Douglas (Coraopolis, Pennsilvània, 5 de setembre de 1951), conegut pel nom artístic Michael Keaton, és un actor estatunidenc que va assolir la fama pels seus personatges còmics, especialment per la pel·lícula Beetlejuice, de Tim Burton. Després va seguir la seva interpretació dual del personatge Bruce Wayne / Batman a les pel·lícules Batman i Batman Returns, totes de Tim Burton. Ha fet moltes altres pel·lícules, entre les quals destaquen Night Shift, Mr. Mom, Clean and Sober, Pacific Heights i Jackie Brown. També ha posat la veu als films d'animació de Pixar Cars i Toy Story 3.

## Biografia
Michael Keaton va néixer a Coraopolis, Pensylvania, Estats Units el 5 de setembre de 1951 en el si d'una família catòlica irlandesa essent el menor de 7 germans. El seu pare era enginyer civil i la seva mare, Leona, era mestressa de casa. El seu veritable nom és Michael John Douglas, però es va veure obligat a canviar de nom artístic en entrar en conflicte amb el del seu homònim Michael Douglas. Va triar Keaton per l'actor Buster Keaton. El 1982 va estar casat amb l'actriu Caroline McWilliams fins a 1990, any en què es van divorciar, solament van tenir un fill anomenat Sean Douglas, nascut el 1983.
Va debutar en la sèrie de televisió All's Fair en 1976 en 5 episodis, després va treballar en sèries televisives com Maude (1977) i The Mary Tyler Moore Show (1979). Fa el seu debut al cinema el 1982 dirigit per Ron Howard en els seus inicis com a director, en la comèdia Night Shift, al costat de Henry Winkler i Shelley Long, després treballa en la comèdia Mr. Mom (1983) i el 1984 protagonitza la comèdia de gàngsters Johnny Dangerously. El 1986, una altra vegada de la mà de Ron Howard, va protagonitzar Gung Ho, com a supervisor que convenç a una poderosa companyia japonesa d'automòbils perquè torni a obrir la fàbrica de cotxes on treballava, en una petita ciutat de Pennsilvània. Aquest mateix any actua al costat de Maria Conchita Alonso en la comèdia-drama Touch and Go i el 1987 protagonitza The Squeeze. Després va realitzar un dels seus papers més recordats Beetlejuice (1988) on dona vida a un còmic fantasma bastant excèntric i repulsiu al costat de Geena Davis, Alec Baldwin, Winona Ryder i dirigida per Tim Burton, amb qui seguiria treballant en el futur.
Va canviar la seva imatge còmica interpretant al clàssic personatge dels còmics Batman en la pel·lícula homònima de 1989, juntament amb Jack Nicholson com el seu gran enemic, el Joker, Kim Basinger i Jack Palance sota la direcció d'un conegut seu; Tim Burton, sent un dels films més taquillers de l'any i portant a Keaton a ser conegut al món sencer.
Començant la dècada dels noranta realitza un altre rol diametralment oposat del que feia i personifica a un veí ombrívol i amb un fosc passat en el film de suspès Pacific Heights (1990) amb Melanie Griffith i Matthew Modine. Després es vesteix de policia en Un bon policia (1991) amb Rene Russo. Es posa novament la pell del "cavaller de la nit" en Batman Returns (1992), aquesta vegada al costat de Michelle Pfeiffer com "Catwoman" i Danny DeVito interpretant a "el Pingüí", dirigida novament per Tim Burton i anotant-se un altre èxit. Però quan Joel Schumacher va entrar al món de Batman, no va tornar a interpretar al personatge. El 1993 treballa en el film de Kenneth Branagh Molt soroll per no res, fent el paper de dolent, amb un gran repartiment coral que va incloure a Kenneth Branagh, Emma Thompson, Denzel Washington, Keanu Reeves, Kate Beckinsale entre d'altres. Aquell mateix any realitza el drama My Life (1993) de Ron Howard al costat de Nicole Kidman i el 1994 actua en The Paper amb un altre gran elenc que inclou a Glenn Close, Robert Duvall, Marisa Tomei, Randy Quaid, Jason Robards, entre altres grans actors.
El 1995 va protagonitzar la comèdia romàntica Sense paraules amb Geena Davis i Christopher Reeve. Després arribaria la comèdia Multiplicity (1996), on personifica a diversos clons, al costat d'Andie McDowell, un any després participa en el thriller de Quentin Tarantino Jackie Brown (1997), al costat d'un gran elenc amb Pam Grier, Samuel L. Jackson, Robert Forster i Robert De Niro. Més tard participaria en Desesperate Measures (1998) amb Andy Garcia i després es reencarna en un ninot de neu després d'haver mort, en la comèdia nadalenca Jack Frost de 1999 amb Kelly Preston.
Dos anys més tard, el 2001, va encapçalar l'elenc d'un thriller amb traços de policia negre i persecucions, Quicksand, amb l'actor britànic Michael Caine com a segona figura i amb la direcció de John Mackenzie. En televisió va fer un notable paper pel telefilme Live from Baghdad (2003), que li va suposar la seva primera candidatura al Globus d'Or en la categoria de millor actor de miniserie o telefilm. De seguida va intervenir en la comèdia First Daughter (2004), protagonitzada per Katie Holmes i dirigida per Forest Whitaker. El 2005 va intervenir en pel·lícules com White Noise (2005) i en Herbie: Fully Loaded (2005), de Disney i al costat de Lindsay Lohan i Matt Dillon.
El 2008 va protagonitzar un nou telefilm que li va valer la seva primera candidatura als Premis del Sindicat d'Actors en la categoria de millor actor de televisió en miniserie o telefilme. Després va posar la seva veu en la producció de Pixar Cars (2005) i al personatge de Ken en el tercer lliurament de Toy Story, titulada Toy Story 3 (2010). A més va participar en la comèdia The Other Guys (2010), protagonitzada per Mark Wahlberg i Will Ferrell.
A la fi de 2014 protagonitza Birdman, dirigida per Alejandro González Iñárritu i en la qual interpreta un actor en hores baixes que intenta remuntar la seva carrera després d'un reeixit passat en el qual va donar vida a un superheroi. Encara que el director va negar haver-se inspirat en la pròpia vida de Keaton, existeixen paral·lelismes entre el guió de la pel·lícula i la carrera de l'actor, donats els escassos papers rellevants que havia obtingut fins aleshores després de la seva popularitat per interpretar, entre altres coses, el personatge de Batman fins a en dues ocasions. Birdman va ser un èxit de crítica, posant a l'actor de nou a la primera línia i fent-li guanyar el Globus d'Or al millor actor protagonista en la categoria de comèdia.
L'any 2019 es va estrenar Dumbo, una pel·lícula d'aventures i fantasia basada en l'original de Disney de 1941 dirigida per Tim Burton i amb música de Danny Elfman, on hi actuava juntament amb Colin Farrell, Danny DeVito, Eva Green, Alan Arkin, Roshan Seth i DeObia Oparei, entre d'altres.

## Filmografia

### Cinema
| Any  | Títol                                             | Paper                           | Notes |
| ---- | ------------------------------------------------- | ------------------------------- | --- |
| 1978 | Rabbit Test                                       | Mariner                         | |
| 1978 | A Different Approach                              | Cineasta                        | Curtmetratge |
| 1982 | Night Shift                                       | Bill Blazejowski                | Premi de Kansas City Film Critics Circle al millor actor de repartiment |
| 1983 | Mr. Mom                                           | Jack Butler                     | |
| 1984 | Johnny perillosament (Johnny Dangerously)         | Johnny Kelly/Johnny Dangerously | |
| 1986 | Gung Ho                                           | Hunt Stevenson                  | |
| 1986 | Touch and Go                                      | Robert "Bobby" Barbato          | |
| 1987 | The Squeeze                                       | Harold "Harry" Berg             | |
| 1988 | She's Having a Baby                               | Ell mateix                      | Cameo |
| 1988 | Beetlejuice                                       | Beetlejuice                     | National Society of Film Critics Award al millor actor Nominat—Premi Saturn al millor actor de repartiment |
| 1988 | Alcohol i coca (Clean and Sober)                  | Daryl Poynter                   | National Society of Film Critics Award al millor actor |
| 1989 | The Dream Team                                    | William "Billy" Caufield        | |
| 1989 | Batman                                            | Bruce Wayne/Batman              | |
| 1990 | Pacific Heights                                   | Carter Hayes                    | |
| 1991 | One Good Cop                                      | Arthur "Artie" Lewis            | |
| 1992 | El retorn de Batman (Batman Returns)              | Bruce Wayne/Batman              | Nominat—MTV Movie Award al millor petó (amb Michelle Pfeiffer) |
| 1993 | Much Ado About Nothing                            | Dogberry                        | |
| 1993 | La meva vida (My life)                            | Robert "Bob" Jones              | |
| 1994 | The Paper                                         | Henry Hackett                   | |
| 1994 | Speechless                                        | Kevin Vallick                   | |
| 1996 | Els meus dobles, la meva dona i jo (Multiplicity) | Douglas "Doug" Kinney           | |
| 1997 | Inventing the Abbotts                             | Narrador/Doug vell              | No surt als crèdits |
| 1997 | Jackie Brown                                      | Raymond "Ray" Nicolette         | |
| 1998 | Desperate Measures                                | Peter J. McCabe                 | |
| 1998 | Out of Sight                                      | Raymond "Ray" Nicolette         | Cameo |
| 1998 | Jack Frost                                        | Jack Frost                      | |
| 2000 | A Shot at Glory                                   | Peter Cameron                   | |
| 2003 | Quicksand                                         | Martin Raikes                   | |
| 2004 | First Daughter                                    | President Mackenzie             | |
| 2005 | Porco Rosso                                       | Porco Rosso (veu)               | Doblatge en anglès |
| 2005 | White Noise                                       | Jonathan Rivers                 | Nominat—Teen Choice Award a la millor escena de terror |
| 2005 | Aquest cop, sí (Game 6)                           | Nicholas "Nicky" Rogan          | |
| 2005 | Herbie: Fully Loaded                              | Raymond "Ray" Peyton, Sr.       | |
| 2006 | Cars                                              | Chick Hicks (veu)               | |
| 2006 | The Last Time                                     | Ted "Theodore"                  | També productor executiu |
| 2009 | The Merry Gentleman                               | Franklin "Frank" Logan          | També director |
| 2009 | Post Grad                                         | Walter Malby                    | |
| 2009 | Noah's Ark: The New Beginning                     | Noé (veu)                       | |
| 2010 | Toy Story 3                                       | Ken (veu)                       | |
| 2010 | The Other Guys                                    | Capitan Gene Mauch              | |
| 2011 | Hawaiian Vacation                                 | Ken (veu)                       | Curtmetratge |
| 2013 | Penthouse North                                   | Hollander                       | També productor executiu |
| 2014 | RoboCop                                           | Raymond Sellars                 | |
| 2014 | Need for Speed                                    | Monarch                         | |
| 2014 | Birdman                                           | Riggan Thomson/Birdman          | Alliance of Women Film Journalists Award for Best ActorBoston Online Film Critics Association Award for Best EnsembleBoston Society of Film Critics Award for Best Actor Boston Society of Film Critics Award for Best Ensemble (2n lloc) Chicago Film Critics Association Award for Best Actor Chicago International Film Festival Founder's Award Critics' Choice Movie Award for Best Actor Critics' Choice Movie Award for Best Actor in a Comedy Critics' Choice Movie Award for Best Acting Ensemble Dallas–Fort Worth Film Critics Association Award for Best Actor Detroit Film Critics Society Award for Best Actor Detroit Film Critics Society Award for Best Ensemble Florida Film Critics Circle Award for Best Actor Georgia Film Critics Association Award for Best Actor Globus d'Or al millor actor - musical ocòmic Gotham Independent Award for Best Actor Houston Film Critics Society Award for Best Actor Iowa Film Critics Award for Best Actor Kansas City Film Critics Circle Award for Best Actor National Board of Review Award for Best Actor (Empatat amb Oscar Isaac) Las Vegas Film Critics Society Award for Best Actor Las Vegas Film Critics Society Award for Best Ensemble Los Angeles Film Critics Association Award for Best Actor Oklahoma Film Critics Circle Award for Best Actor Online Film Critics Society Award for Best Actor New York Critics Online Award for Best Ensemble Cast North Texas Film Critics Association Award for Best Ensemble Phoenix Film Critics Society Award for Best Actor Phoenix Film Critics Society Award For Best Cast San Diego Film Critics Society Award for Best Performance by an Ensemble San Francisco Film Critics Circle Award for Best Actor Southeastern Film Critics Association Award for Best Actor Utah Film Critics Association Award for Best Actor Washington D. C. Area Film Critics Association Award for Best Actor Washington D. C. Area Film Critics Association Award for Best Ensemble AACTA International Award for Best Actor Independent Spirit Award for Best Male Lead Satellite Award for Best Actor – Motion Picture Screen Actors Guild Award for Outstanding Performance by a Cast in a Motion Picture Nominat—Denver Film Critics Society Denver Film Critics Society Award For Best Actor Nominat—San Diego Film Critics Society Award for Best Actor Nominat—St. Louis Gateway Film Critics Association Award for Best Actor Nominat—Vancouver Film Critics Circle Award for Best Actor Nominat—Oscar al millor actor Nominat—BAFTA al millor actor Nominat—London Film Critics' Circle Award for Actor of the Year Nominat—Premi del Sindicat d'Actors al millor actor |
| 2015 | Els Minions                                       | Walter Nelson (Veu)             | |
| 2015 | Spotlight                                         | Walter V. Robinson              | |
| 2016 | El Fundador                                       | Ray Kroc                        | |
| 2017 | Spider-Man: Homecoming                            | Vulture                         | |
| 2017 | American Assassin                                 | Stan Hurley                     | |
| 2019 | Dumbo                                             | V.A. Vandevere                  | |
| 2020 | The Trial of the Chicago 7                        | Ramsey Clark                    | |
| 2020 | Worth                                             | Kenneth Feinberg                | |
| 2021 | The Protégé                                       | Rembrandt                       | |
| 2022 | Morbius                                           | Vulture                         | Escena de postcrèdits |
| 2022 | Batgirl                                           | Bruce Wayne / Batman            | Pel·lícula cancelada a la fase de postproducció |
| 2023 | The Flash                                         | Bruce Wayne / Batman            | |
| 2023 | Knox Goes Away                                    | John Knox                       | |
| 2024 | Beetlejuice Beetlejuice                           | Beetlejuice                     | |

## Premis i nominacions
Nominacions
- 2003: Globus d'Or al millor actor en minisèrie o telefilm per Live from Baghdad
- 2004: Primetime Emmy al millor especial de no ficció per Fred Rogers: America's Favorite Neighbor